# دژ گونان
دژ گونان (کره‌ای: 건안성; هانجا: 建安城)؛ یکی از مهم‌ترین و استراتژیک‌ترین دژهای نظامی امپراتوری گوگوریو بود که در خط دفاعی غربی این امپراتوری نقشی حیاتی ایفا می‌کرد.تاریخچه این دژ، از ریشه‌های آن در دوران دودمان هان چین تا جایگاه کنونی‌اش به عنوان یک میراث فرهنگی ملی چین، روایتی چندلایه از جنگ، مهندسی، و دگرگونی‌های سیاسی در منطقه لیائودونگ است.چینی ها از این قلعه با عنوان گائولی‌چِنگ یعنی قلعه گوگوریو یاد می‌کردند.

## جزئیات
قلعه گونان از نظر استراتژیک، یک دژ کلیدی در خط دفاعی غربی گوگوریو در امتداد رودخانه لیائو بود و از نظر اهمیت، پس از مرکز فرماندهی اصلی در قلعه لیائودونگ، در جایگاه دوم قرار داشت. این قلعه نقشی حیاتی در جنگ‌های گوگوریو–تانگ ایفا کرد و به ویژه در سال ۶۴۵ میلادی، با موفقیت در برابر حملات ارتش امپراتور تای‌زونگ از تانگ مقاومت کرد و یکی از عوامل اصلی عقب‌نشینی نیروهای تانگ شد.
این محوطه نمونه‌ای بزرگ و به خوبی حفظ‌شده از معماری پیچیده قلعه‌های کوهستانی گوگوریو است که ترکیبی هوشمندانه از توپوگرافی طبیعی و مهندسی پیشرفته نظامی را به نمایش می‌گذارد. امروزه، این مکان به عنوان یک واحد حفاظت از آثار فرهنگی کلیدی ملی در چین ثبت شده است.

## معماری
معماری قلعه گونان نه تنها نشان‌دهنده مهارت بالای مهندسان گوگوریو است، بلکه گواهی بر دکترین نظامی آنهاست که برای جنگ‌های فرسایشی و طولانی‌مدت طراحی شده بود. جزئیات ساختاری قلعه نشان می‌دهد که این دژ برای پایداری درازمدت و نه فقط برای دفاع کوتاه‌مدت ساخته شده بود.

### طراحی و توپوگرافی قلعه
گونان نمونه‌ای کلاسیک از یک پوگوک‌شیک سان‌سئونگ (هانگول: 포곡식 산성) است؛ نوعی قلعه کوهستانی که یک یا چند دره را به همراه منابع آب آن در میان دو یا چند رشته‌کوه محصور می‌کند. این طراحی، قابلیت دفاعی را به حداکثر می‌رساند و در عین حال خودکفایی پادگان را در طول محاصره‌های طولانی تضمین می‌کرد. 
این قلعه ابعاد عظیمی دارد و محیط دیوارهای آن بیش از ۵ کیلومتر است. شکلی مستطیلی نامنظم دارد که در انتهای غربی پهن‌تر (۱.۵ کیلومتر عرض شمالی-جنوبی) و در انتهای شرقی باریک‌تر (۱ کیلومتر عرض شمالی-جنوبی) است. فضای داخلی قلعه شامل یک حوضه بزرگ است و در مرکز آن تپه‌ای کوچک به ارتفاع ۲۰ متر قرار دارد که در زبان محلی به آن کوه جین‌دیان (هانجا: 金殿山) می‌گویند. این تپه با قله مسطح، به عنوان پست فرماندهی مرکزی قلعه جانگ‌ده(هانجا:將臺) عمل می‌کرد و دیدی کامل بر تمام فضای داخلی داشت. شواهد باستان‌شناسی شامل پی‌ساختمان‌ها و قطعات سفال سقف است که در بالای آن یافت شده است.

### دیوارها
این قلعه نمونه‌ای از تکنیک‌های ساخت‌وساز عمل‌گرایانه و انطباقی گوگوریو است. دیوارها ترکیبی از مواد مختلف هستند.
دیوارهای غربی و شمالی عمدتاً از سنگ ساخته شده‌اند. دیوار شمالی به طور قابل توجهی مستقیم است و پایه‌های آن هنوز حدود ۱.۵ متر ارتفاع دارند.
دیوار جنوب غربی با روش خاک کوبیده (پانچوک توسئونگ) ساخته شده و از خاک کوبیده برای ساخت دیوارهای بین دروازه‌ها نیز استفاده شده است.
در برخی مناطق، به ویژه در جنوب شرقی، سازندگان به طرز هوشمندانه‌ای از صخره‌های طبیعی شیب‌دار به عنوان بخشی از خط دفاعی استفاده کرده و نیازی به ساخت دیوارهای مصنوعی ندیده‌اند.
ورودی اصلی احتمالاً دروازه شمال غربی بوده که توسط یک اونگ‌سئونگ (옹성) محافظت می‌شد. اونگ‌سونگ یک دیوار هلالی یا مستطیلی برجسته است که برای محافظت از دروازه در برابر حمله مستقیم طراحی شده، هرچند امروزه به شدت تخریب شده است.
قلعه حداقل سه دروازه (یک دروازه شرقی، دو دروازه غربی) و یک دروازه آب داشته است. ساختار دروازه‌ها شامل دیوارهایی بود که به سمت داخل و خارج امتداد داشتند تا یک منطقه کشتار برای مهاجمان ایجاد کنند.   
منطقه دروازه جنوبی با دو چی (치) تقویت شده بود. چی‌ها جان‌پناه‌های مربعی شکلی بودند که از خاک ساخته شده و امکان آتش جناحی بر روی محاصره‌کنندگان را فراهم می‌کردند.

### ویژگی‌های داخلی و آثار باستانی
قدرت واقعی قلعه گونان علاوه در دیوارهای آن، در تاب‌آوری لجستیکی آن نهفته بود.
این قلعه دارای پنج منبع آب و چشمه بود که گزارش شده در طول سال خشک نمی‌شوند و تأمین آب قابل اعتمادی را برای یک پادگان بزرگ در طول محاصره تضمین می‌کردند.

#### اهرم پل معلق
در شمال پست فرماندهی، یک خاکریز عظیم خاکی به طول ۷۰ متر و ارتفاع ۱۵ متر وجود دارد که در زبان محلی به آن دیائوچیائوگانگ می‌گویند. این سازه پست فرماندهی را به تپه‌ای در شمال متصل می‌کند و شکافی برای عبور آب دارد. این خاکریز احتمالاً یک سد برای مدیریت آب یا یک مانع دفاعی برای تقسیم‌بندی فضای داخلی قلعه بوده است. این سازه‌های آبی پیشرفته نشان می‌دهد که قلعه برای پایداری در جنگ‌های طولانی طراحی شده بود.
اگرچه این محوطه به طور سیستماتیک حفاری نشده، اما یافته‌های سطحی فراوانی دارد. اقلام کشف‌شده شامل سفال‌های سقف به سبک گوگوریو، ظروف سفالی، هاون‌های سنگی، و انواع اشیاء آهنی مانند رکاب، صفحات زره (گاپ-پیون)، سرنیزه، و ابزار است که کاربری نظامی و خانگی آن را تأیید می‌کند. وجود مقبره‌هایی از دوره دودمان هان در این محوطه نیز تاریخ طولانی آن را بیشتر تأیید می‌کند.

## درگیری ها
مقاومت موفقیت‌آمیز قلعه گون‌آن در سال ۶۴۵ علاوه یک پیروزی تاکتیکی یک کاتالیزور استراتژیک نیز بود که کل مسیر جنگ را تغییر داد. این شکست به رهبران تانگ نشان داد که حمله مستقیم و از روبرو به کمربند دفاعی لیائودونگ بی‌فایده و پرهزینه است. این درک، عامل مستقیمی بود که به یک تغییر بزرگ استراتژیک منجر شد تشکیل اتحاد شیلا و تانگ. تانگ که قادر به شکستن گوگوریو از شمال نبود، به دنبال متحدی برای گشودن جبهه دوم از جنوب گشت. بنابراین، دفاع سرسختانه گون‌آن را می‌توان عاملی غیرمستقیم اما حیاتی دانست که به حرکت گازانبری ژئوپلیتیکی منجر شد که دو دهه بعد گوگوریو را نابود کرد.

### اولین تهاجم تانگ (۶۴۵ میلادی)

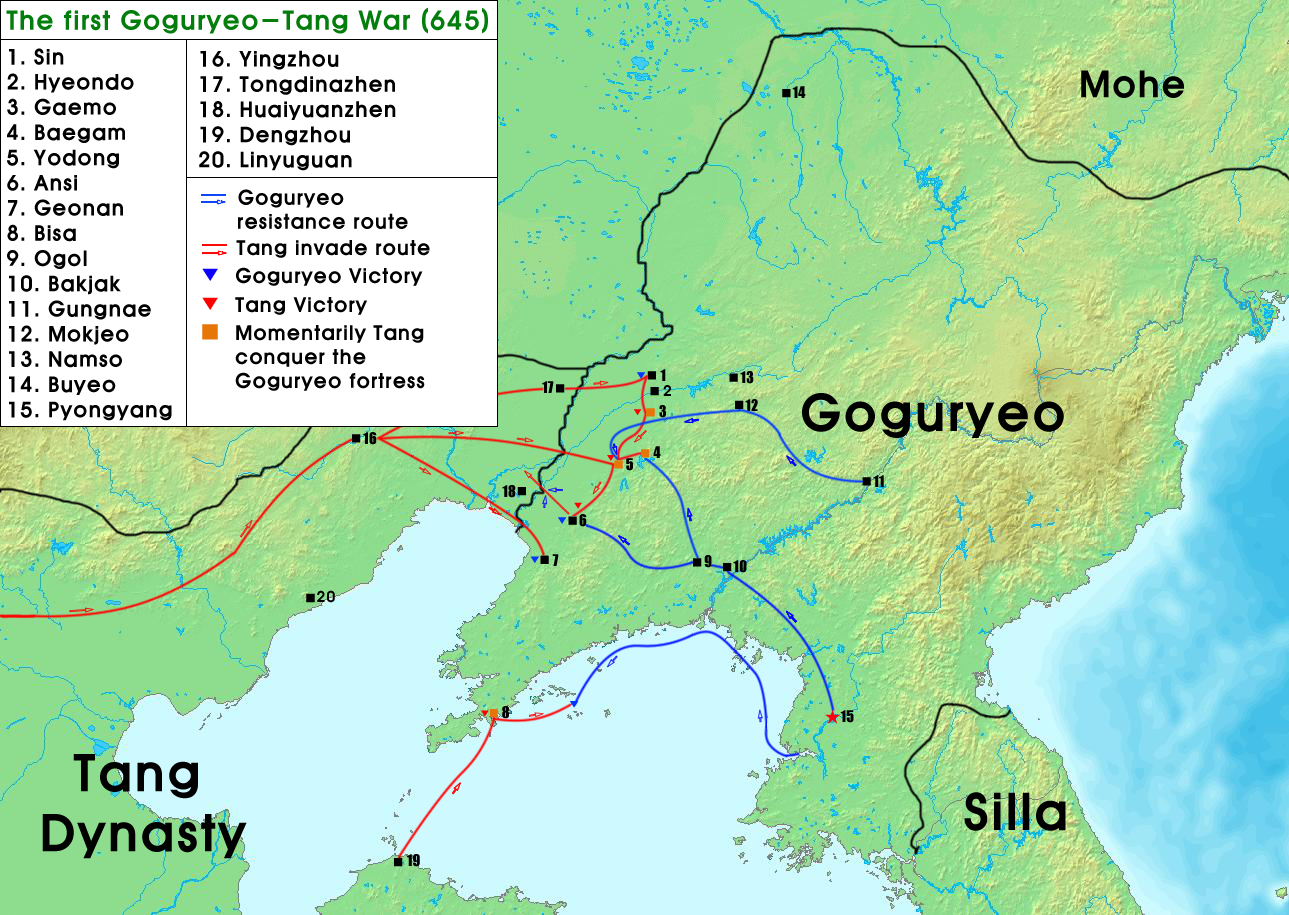
نخستین لشکرکشی تانگ به گوگوریو

در سال ۶۴۵، امپراتور تای‌زونگ از تانگ تهاجم گسترده‌ای را علیه گوگوریو آغاز کرد. در حالی که نیروی اصلی تحت فرماندهی لی شیجی به قلعه‌های گه‌مو و لیائودونگ حمله می‌کرد، نیروی جداگانه‌ای علیه قلعه گون‌آن اعزام شد. ژنرال تانگ، ژانگ جیان، یک نیروی پیشتاز را از رودخانه لیائو عبور داد و به قلعه گونان حمله کرد، اما با وجود وارد کردن تلفات، نتوانست قلعه را تصرف کند.
بعداً در همان لشکرکشی، فرمانده نیروی دریایی تانگ، ژانگ لیانگ، پس از تصرف دژ بیسا، به سمت گونان پیشروی کرد اما او نیز دفع شد.در کتاب جدید تانگ، ارزیابی استراتژیک امپراتور تای‌زونگ ثبت شده است:
«گونان به زمین‌های صعب‌العبور و شیب‌دار خود متکی است؛ غله فراوان اما سربازان کمی دارد. اگر به طور غافلگیرانه به آن حمله کنیم... سقوط گونان، آنسی را در چنگ ما قرار خواهد داد».
این گفته همزمان آگاهی تای‌زونگ از اهمیت قلعه و شکست اطلاعاتی حیاتی او در مورد قدرت دفاعی آن را نشان می‌دهد.

### سنگر کلیدی دفاع غربی
قلعه گونان به تنهایی نمی‌جنگید. این قلعه لنگر جنوبی خط دفاعی اصلی گوگوریو را تشکیل می‌داد و قلعه آنسی لنگر شمالی آن بود.دفاع موفقیت‌آمیز هر دو قلعه دلیل اصلی شکست لشکرکشی تای‌زونگ در سال ۶۴۵ بود. آنها با مقاومت خود، ارتش تانگ را از داشتن یک پایگاه عملیاتی امن محروم کردند و با نزدیک شدن زمستان، خطوط تدارکاتی آنها را آسیب‌پذیر ساختند. شکست در تصرف گونان و آنسی، تای‌زونگ را مجبور به یک محاصره پرهزینه و در نهایت ناکام در آنسی کرد که به عقب‌نشینی تحقیرآمیز ارتش او انجامید.

## دیدگاه اکثریت
«این مکان قلعه گونان است».
اجماع علمی غالب، قلعه کوهستانی گائولی‌چنگ را با قلعه تاریخی گئونان یکی می‌داند. این دیدگاه بر پایه شواهد متنی قوی، از جمله تاریخ‌های دودمانی چین و اسناد محلی استوار است که قلعه گئونان را به شهرستان سابق پیونگ‌گواک در دوره هان، که دقیقاً در منطقه گایژو امروزی قرار داشت، مرتبط می‌سازد. سوابق اداری بی‌وقفه از «جیان‌آن» تا «گایژو» یک استدلال قدرتمند در این زمینه است.

### فرضیه آنسی-سونگ
«یک استدلال متقابل قانع‌کننده».
- استدلال اول: آنها معتقدند که متون تاریخی، گئونان را با عبارت «متکی بر زمین‌های صعب‌العبور و شیب‌دار» (建安恃險絶) توصیف می‌کنند، در حالی که رشته‌کوه‌های محوطه گائولی‌چنگ در مقایسه با دیگر قلعه‌های گوگوریو نسبتاً ملایم هستند. به عقیده آنها، این توصیف با این مکان مطابقت ندارد.
- استدلال دوم: امپراتور تای‌زونگ، گونان را دارای «غله فراوان اما سربازان کم» (粟多而士小) توصیف کرده است. محوطه گائولی‌چنگ یکی از بزرگ‌ترین قلعه‌های گوگوریو در لیائودونگ است و به نظر می‌رسد قادر به جای دادن ارتش بسیار بزرگی بوده، که این با ارزیابی تای‌زونگ در تضاد است.
- استدلال ۳: آنها ادعا می‌کنند که ویژگی‌های این مکان—مانند موقعیت آن نسبت به رودخانه لیائو، اندازه بزرگ آن که قادر به جای دادن ۳۰ تا ۴۰ هزار سرباز ذکر شده در ارتباط با آنسی است، و منابع آب فراوان آن—بیشتر با توصیفات تاریخی و تاکتیکی محاصره قلعه آنسی مطابقت دارد.

## پیش از گوگوریو
تاریخ این مکان به پیش از دوره گوگوریو بازمی‌گردد. در سال ۱۹۵ پیش از میلاد، دودمان هان غربی، شهرستان پیونگ‌گواک (هانجا: 平郭縣) را در منطقه گایژو امروزی تأسیس کرد. این تقسیمات اداری در دوران هان شرقی، وی، و جین نیز پابرجا بود.
متون تاریخی مانند گوریوگی (هانجا: 高麗記) که در کتاب هان‌وُن (هانجا: 翰苑) نقل شده، به صراحت بیان می‌کند:
«قلعه پیونگ‌گواک اکنون قلعه گونان نامیده می‌شود... این مکان در اصل شهرستان پیونگ‌گواک از دوره هان بود».
این اسناد ارتباط مستقیم میان مرکز اداری دوره هان و دژ نظامی بعدی گوگوریو را برقرار می‌کنند. در سال ۳۸۵ میلادی، در دوره یان بعدی، مرکز استان پینگ‌ژو (هانجا: 平州) به پیونگ‌گواک منتقل شد که نمایانگر اهمیت منطقه‌ای آن، درست پیش از تصرف توسط گوگوریو است.

## دوره گوگوریو
بر اساس تاریخ رسمی گایزو، گوگوریو در سال ۴۰۴ میلادی منطقه لیائودونگ را اشغال و قلعه گونان را بنا کرد. این تاریخ با دوره گسترش سریع قلمرو گوگوریو تحت فرمانروایی امپراتور گوانگ‌گه‌تو بزرگ و پادشاه جانگسو مطابقت دارد، زمانی که گوگوریو کنترل خود را بر لیائودونگ تثبیت کرد.
این قلعه یک مرکز مهم اداری و نظامی بود که توسط یک مقام عالی‌رتبه به نام یوکسال اداره می‌شد. مقیاس عظیم آن، این دژ را به دومین پایگاه مهم در جبهه غربی، پس از قلعه لیائودونگ، تبدیل کرده بود. گئونان بخشی از یک شبکه دفاعی قدرتمند بود که برای محافظت از مرزهای غربی گوگوریو در برابر تهاجمات چین طراحی شده بود. این شبکه شامل دژهای بزرگ دیگری مانند شین-سئونگ، لیائودونگ-سئونگ، بائک‌گام-سئونگ و آنسی-سئونگ بود.

## پس از گوگوریو
پس از سقوط گوگوریو به دست ائتلاف تانگ و شیلا در سال ۶۶۸ میلادی، دودمان تانگ بلافاصله فرماندهی نظامی ایالت جیان‌آن (هانجا: 建安州都督府) را در این مکان تأسیس کرد.
بررسی سیر تاریخی این منطقه پس از سقوط گوگوریو، یک الگوی مهم را آشکار می‌سازد: سلسله‌های چینی بعدی به جای تلاش برای حذف هویت این مکان، نام ژیان‌آن،(معادل چینی گونان)را حفظ کرده و این پایگاه نظامی سابق گوگوریو را مستقیماً در ساختار اداری خود ادغام کردند.
این رویکرد، یک استراتژی پیچیده برای تحکیم امپراتوری بود، تبدیل نماد مقاومت دشمن به بخشی کارآمد از دولت چین. این امر گواهی بر ارزش استراتژیک پایدار قلعه است که فراتر از سازندگان آن بود.
این روند در دوره‌های بعد نیز ادامه یافت:
- دودمان لیائو: در سال ۹۳۸ میلادی، شهرستان جیان‌آن (建安縣) را تحت مدیریت چن‌ژو (辰州) تأسیس کرد. [۵۷]
- دودمان جین: در سال ۱۱۹۵ میلادی، منطقه را دوباره سازماندهی کرد و نام چن‌ژو را به گایژو (盖州) تغییر داد، اما گایژو همچنان شهرستان جیان‌آن را به همراه سه شهرستان دیگر اداره می‌کرد.[۵۸]

نام ژیان‌آن به عنوان یک واحد اداری از بین رفت، اما مرکز منطقه‌ای گایژو در دوره‌های یوآن، مینگ، چینگ، جمهوری‌خواهی و مدرن پابرجا ماند و یک تاریخ اداری مستمر را نشان می‌دهد که ریشه در این مکان دارد.

## هویت قلعه کوهستانی گائولی‌چنگ
این مناقشه علمی چیزی بیش از یک اختلاف نظر ساده بر سر یک نام است. این یک مطالعه موردی از چالش بنیادین جغرافیای تاریخی است: تطبیق متون مبهم باستانی با مناظر فیزیکی. عباراتی مانند «صعب‌العبور» یا «سربازان کم» مفاهیمی نسبی و ذهنی هستند. این بحث ما را به خوانشی انتقادی‌تر از منابع اولیه وامی‌دارد و معنای دقیق این توصیفات را در بستر قرن هفتم زیر سؤال می‌برد. این نشان می‌دهد که حتی برای مکان‌های تاریخی بزرگ، هویت می‌تواند سیال و مورد مناقشه باشد و شواهد باستان‌شناسی و متون تاریخی می‌توانند در تضاد با یکدیگر قرار گیرند.